# Novigrad na Dobri
Novigrad na Dobri is een plaats in de gemeente Netretić in de Kroatische provincie Karlovac. De plaats telt 101 inwoners (2001).